# Ánna Vayená
Ánna Vayená (grec moderne : Άννα Βαγενά), née en 1947 à Larissa en Grèce, est une femme politique grecque.

## Biographie
Aux élections législatives grecques de janvier 2015, elle est élue députée au Parlement grec sur la liste de la SYRIZA dans la circonscription de Larissa et réélu en septembre de la même année.